# 日本の人名地名一覧
日本の人名地名一覧。由来に諸説ある場合は、その旨を添えて収録する。

## 北海道・東北地方

### 北海道
荒井山（札幌市中央区）
丘陵地の名。明治期に地主であった荒井保吉の名より。行政町名ではないが、地域は「荒井山町」とも呼ばれる
こばやし峠（札幌市中央区・南区）
「小林峠」とも。道路開設に尽力した小林新史の名にちなむ。
美香保公園（札幌市東区）
同名の公園周辺の広域名。公園の名称は、1928年に公園を造成した3人の地主（宮村朔三・柏野忠八・大塚藤四郎）の頭文字をとったもの（当初はミカオ公園）。
菊水・菊水元町・菊水上町（札幌市白石区）
1954年命名。「菊」は当地に菊亭農場を開いた菊亭脩季にちなむ。
厚別山本（札幌市厚別区）
1934年命名。道路や排水路の整備を行った開拓者山本厚三の名から。当地は厚三の父・山本久右衛門が払い下げを受けて1909年より開拓に着手、山本農場を整備した土地で、他に「山本川」などの地名が残る。
前田（札幌市手稲区）
直接には前田農場から。加賀藩前田家の士族授産事業による入植地。
吉田川（札幌市）
旧名は吉田用水。吉田農場を開拓し用水路を引いた吉田善太郎より。
白鳥町（函館市）
江戸時代に代々箱館の町年寄を務めた白鳥新十郎家にちなむ。
時任町（函館市）
1931年成立。時任為基（函館県令）が開いた時任農場にちなむ。
中島町（函館市）
五稜郭の戦いで戦死した中島三郎助（元浦賀奉行所与力）にちなむ。
南部坂（函館市）
坂の名。函館山のふもとに位置する。江戸時代に盛岡藩（南部藩）の陣屋（南部陣屋）があったことにちなむ。
乃木町（函館市）
1931年成立。直接には乃木神社に、間接的に乃木希典に由来。
松川町（函館市）
幕末期から明治期にかけて道路整備など土木事業に携わった松川弁之助にちなむ。
永山（旭川市）
この地に屯田兵村を置いた北海道庁長官永山武四郎より。
石川町（室蘭市）
仙台藩重臣石川邦光の家臣が入植したことによる
北村（岩見沢市）
旧空知郡北村。開拓者の北村雄治より。
清隆町（根室市）
開拓使長官黒田清隆より。
定基町（根室市）
根室県令湯地定基より。
平内町（根室市）
開拓使根室支庁開拓幹事折田平内より。
松本町（根室市）
開拓使根室支庁開拓判官松本十郎より。
和田（根室市）
旧和田村。屯田兵の開拓地。屯田兵大隊長和田正苗の名により「和田屯田」と呼ばれていた。
伊達市（胆振管内）
開拓者の伊達邦成（亘理伊達氏当主）より。
今金町（檜山管内瀬棚郡）
開拓者の今村藤次郎と金森石郎から1文字ずつ。
有島（ニセコ町）
当地で「有島農場」を経営した有島武から。武の子が有島武郎で、当地に有島記念館がある。
京極町（後志管内虻田郡）
1938年、開拓者の京極高徳が京極農場を開放したことを記念し東倶知安村から京極村に改称。
比羅夫（後志管内虻田郡倶知安町）
比羅夫温泉、JR比羅夫駅（1904年開業）がある。温泉は1894年に発見され、当初は「山田温泉」と称した（旅館経営者の姓にちなむ）が、のち「比羅夫温泉」に改称した。「比羅夫」は、『日本書紀』において7世紀に蝦夷を討ち「後方羊蹄（シリベシ）」に政庁を置いたと記述される阿倍比羅夫に由来すると説明される（後志国参照）。ただし、アイヌ語のピラ（崖）由来などの説もある。
前田（後志管内岩内郡共和町）
加賀藩前田家の士族授産事業による入植地。
仁木町（後志管内余市郡）
開拓者の仁木竹吉より。
鳩山（栗山町）
当地で「鳩山農場」を経営した鳩山和夫から
月形町（空知管内樺戸郡）
樺戸集治監の初代典獄月形潔 (任 1881–1885) より。
沼田町（空知管内雨竜郡）
開拓者の沼田喜三郎より。
大雪山の峰（上川管内）
北海道および大雪山ゆかりの人物にちなむ。
- 間宮岳 - 江戸時代に「蝦夷図」を作成した間宮林蔵にちなむ
- 荒井岳 - 層雲峡温泉の開発功労者荒井初一にちなみ1926年に改名。それ以前は近藤重蔵にちなみ近藤岳と呼ばれた。
- 松田岳 - 江戸時代に大雪山を踏破し石狩川水源に到達した松田市太郎にちなむ
- 小泉岳 - 明治大正期に大雪山を調査した植物学者小泉秀雄にちなむ
- 松浦岳 - 緑岳の旧名。松浦武四郎にちなむ
- 桂月岳 - 1921年に大雪山を訪れ「層雲峡」を命名した文人大町桂月にちなむ
- 永山岳 - 北海道庁長官永山武四郎にちなむとされる

堺町（浦河町）
1935年の地番改称に際して命名（現行行政地名としては堺町東・堺町西）。秋田県出身の堺清兵衛およびその子の堺忠助が、開拓・産業振興に尽力したことをたたえる
池田町（十勝管内中川郡）
直接には池田農場、間接にはその建設者池田慶徳より。

### 青森県
大坂町（青森市）
旧町名。明治・大正期の実業家大坂金助にちなむ。
笹森町（弘前市）
江戸時代初期に居住した弘前藩士の篠森勘解由にちなむ。
相良町（弘前市）
江戸時代初期、幕府から弘前藩に身柄を預けられた元人吉藩家老相良清兵衛（犬童頼兄）の屋敷にちなむ。
南部地方
江戸時代に盛岡藩南部氏が治めた領地であることによる。
南部町（三戸郡）
南部氏（名字の地は甲斐国南部郷）より。三戸南部氏が中世に200年にわたって拠点とした聖寿寺館の所在地であることから。
久六島（西津軽郡深浦町）
この島を発見した人物の名とも、遭難した船から救出された水夫の名とも。

### 岩手県
安倍館町（盛岡市）
当地にある中世の館跡（厨川城）が安倍氏の館と伝承されていたことから、「厨川村字館」であった地名が盛岡市への編入後「盛岡市安倍館町」となった。
川崎町（久慈市）
直接には川崎製鉄久慈製鉄所（1967年閉鎖）があったことによる。間接的に川崎重工業創業者の川崎正蔵に由来。
浄法寺町（二戸市）
中世の領主浄法寺氏（畠山重忠の子で鎌倉浄法寺に難を逃れた者の末裔とされる）より。浄法寺城が築かれ地名化。
鵜飼（滝沢市）
奥州合戦後に鵜飼宮内秀純が当地を治めたという説があるが、異説もある。
有家（洋野町）
奥州に流罪となった藤原有家（奥浄瑠璃に語られる伝承）が当地に至り、その死後に有家神社が建てられ、地名となったという伝説がある。ただしアイヌ語由来説が有力という。

### 宮城県
外記丁通（仙台市青葉区）
街路名。旧町名「外記丁」。伊達政宗に仕えた斎藤外記永門にちなむ。
勾当台（仙台市青葉区）
勾当台公園などに名を残す。伊達政宗に仕えた花村勾当にちなむ。
国分町（仙台市青葉区）
仙台の城下町が整備された際に、かつての国分氏の家臣（国分衆）が当地に移されたためという。
角五郎（仙台市青葉区）
一説に、当地に居住した人名に由来するという。別の節としては、角のような地形であることから。
支倉町（仙台市青葉区）
江戸時代に支倉氏が住んだためという。
茂市ヶ坂（仙台市青葉区）
「仙台七坂」のひとつ。盲人の茂市が住んだことから。
姉歯横丁（仙台市若林区）
街路名。江戸時代に姉歯新左衛門の屋敷があったことによる。
石名坂（仙台市若林区）
一説に、吉原で評判となった当地出身の遊女・石名（石那）にちなむとされ、当地の円福寺には石名の墓石とされる碑がある。
保春院前丁（仙台市若林区）
直接には保春院という寺院による。間接的には伊達政宗の母・保春院（義姫）。
小田原山本丁（仙台市宮城野区）
江戸時代前期の仙台藩士山本三郎兵衛の居住地であったことにちなむ。
将監・将監沼（仙台市泉区）
伊達政宗の家臣で当地の治水に功績のあった横澤将監吉久より
将監殿・将監ニュータウン（仙台市泉区）
一説に、サン・ファン・バウティスタ号建造に協力した幕臣向井将監忠勝より
北浦浅野栄治前（遠田郡美里町）
開拓者浅野栄治の名による

### 秋田県
小野（湯沢市）
小野小町の生誕伝説より。町内に「小野字小町」という字名も存在する。

### 山形県
蔵王堀田（山形市）
昭和の大合併で山形市に編入された旧蔵王村の一部。蔵王村は江戸時代に佐倉藩堀田家の飛び地領であった諸村を含んでおり、明治の町村制施行以後長らく堀田村を称していた。1950年に堀田村が蔵王村に改称するが、この際に堀田村大字山神（近世の山神村）が蔵王村大字堀田に改称した。
斎藤川原（鶴岡市）
斎藤氏が開発したと伝わる。
西新斎町・東新斎町（鶴岡市）
現行町名は比較的新しい地名で、「新斎部」という大字を含む地域を再編することで成立した。「新斎部」は明治初年に新町村・齋藤興屋村・大部京田村が合併した際に生まれた合成地名。なお、「京田（きょうでん）」「興屋（こうや・こや）」は「新田」とならび、庄内平野の開発に関わる接尾辞である。
天童市
この地に天童城を構えた北畠天童丸（北畠親房の孫）より。
南原猪苗代（米沢市）
米沢藩原方衆が居住した郷士集落「南原六町」の一つ。猪苗代組が居住した。

### 福島県
相馬地方（相馬郡・相馬市・南相馬市など）
中世以来江戸時代まで領主であった相馬氏（名字の地は下総国相馬郡）より。
小野町（田村郡）
『倭名抄』に見える「小野郷」に由来。「小野郷」は「救民撫育使」として当地を治めた小野篁より来ているという。篁の娘が小野小町で、生誕伝説がある。

## 関東地方
利根川
諸説ある中に、「椎根津彦」（とねつひこ／しいねつひこ）の子孫と称する氏族「等禰直」（とねのあたい）に由来を求めるものがある（利根川#名称参照）。

### 茨城県
備前堀（水戸市）
伊奈備前守忠次より。別名伊奈堀。
伊奈地区（つくばみらい市）
旧伊奈町。伊奈忠治より。現行町名としては伊奈東に名残がある。
重右衛門新田（つくばみらい市）
善助新田（つくばみらい市）
武兵衛新田（つくばみらい市）
仁左衛門新田（つくばみらい市）

庄右衛門新田（坂東市）

善右ヱ門新田（結城市）

### 栃木県
嘉右衛門町（栃木市）
古くは嘉右衛門新田。天正年間に開拓した岡田嘉右衛門による。
早川町（矢板市）
直接には早川電機工業（現 シャープ）の事業所があることから。間接には創業者早川徳次より。
黒磯（那須塩原市）
旧黒磯市黒磯。平安時代の開拓者で武将の黒館五郎と磯勝光から1文字ずつ。

### 群馬県
勝沢町（前橋市）
鎌倉時代初期の武将藤沢清親が城を構えた地で、のちに「藤沢」が「勝沢」に書き誤れたという説がある。
紅雲町（前橋市）
江戸時代には「紅雲分」。「紅雲」と称する人物の知行地と推測される。
清王寺町（前橋市）
旧地名（近隣の診療所や薬局などに残る）一説に、戦国時代に「清王寺新井入道」が城を築いたことによる。
宗甫分町（前橋市）
旧地名（公園名などに残る）。江戸時代には「宗甫分」。「宗甫」と称する人物が開発に関わったとされる。
内藤分（前橋市）
旧地名で、現在は石倉町の一部。前橋駅の最初の駅舎があった。
新田権右衛門町（太田市）
江戸時代には権右衛門村。村に移住した者に「権右衛門」というものがいたためと伝わる。「新田」は旧新田町地域の町名の冠称。

### 埼玉県
加田屋・加田屋新田（さいたま市見沼区）
新田開発に当たった坂東家の屋号「加田家」（初代当主の出身地紀伊国加田村に由来する屋号）による（加田屋#歴史参照）。
上山口新田（さいたま市見沼区）・下山口新田（さいたま市緑区）
新田開発に当たった鯉屋山口藤左衛門による（上山口新田#歴史・下山口新田#歴史参照）。
新右エ門新田（さいたま市見沼区）
新田開発に当たった臼倉新右衛門による（新右エ門新田#歴史参照）。
円阿弥（さいたま市中央区）
古くは円阿弥村。戦国時代の領主円阿弥による（円阿弥#歴史参照）。
松本（さいたま市南区）
古くは松本新田。この新田を預かった松本小右衛門の名（松本 (さいたま市)#歴史参照）。
玄蕃新田（さいたま市緑区）

高畑（さいたま市緑区）
開発者の名である高畠三郎右衛門の名にちなむという（高畑 (さいたま市)#歴史）
南部領辻（さいたま市緑区）
明治期に辻村が「南部領辻村」と改称。足立郡内に複数あった辻村との区別のため広域地名の「南部領」が付された。「南部領」の由来ははっきりせず、一説に17世紀初頭に盛岡藩南部氏の鷹狩場であったことから来ているというが、16世紀末期には「足立郡南部」「岩槻領南部」と記す史料がある。
蓮見新田（さいたま市緑区）
新田開発に当たった蓮見万之助・亭次郎親子による（蓮見新田#地名の由来参照）。
安行（川口市）
旧北足立郡安行村（おおむね現在の川口市安行地区）の一部。室町時代中期、領主「中田安斎入道安行」が開発したことにちなむ。
安行吉蔵（川口市）
古くは安行村大字吉蔵新田
安行藤八（川口市）
古くは安行村大字藤八新田
安行吉岡（川口市）
古くは安行村附吉岡組。中田安斎入道安行の子・吉岡将監が住んだ土地であることから。
久左衛門新田（川口市）

源左衛門新田（川口市）

長蔵・長蔵新田（川口市）
古くは長蔵新田。1994年に住居表示を実施、一部が「長蔵」となる
藤兵衛新田（川口市）

弥平（川口市）
古くは弥兵衛新田。
飯能市
領主の判乃氏（はんのし、武蔵七党の丹党に属す）より。
春日部市・粕壁（春日部市）
この地を拠点とした春日部氏より。
喜右エ門新田（羽生市）

与兵エ新田（羽生市）

七左町（越谷市）
当地の新田開発にあたった会田七左衛門政重にちなむ。会田政重は会田出羽家の分家にあたる（資清の養子である会田資久の子が政重）。
出羽地区（越谷市）
旧出羽村。明治時代の町村編成時、地域を流れる「出羽堀」から命名された村名であるが、出羽堀は開鑿者である会田出羽正之にちなむ。会田出羽正之は、中世末期の領主で当地の沼沢地開発にあたった会田出羽資清を始祖とする家（会田出羽家）の当主である。
弥十郎（越谷市）
開発者の名にちなむ（弥十郎#歴史参照）。弥栄町は弥十郎の一字を採用した町名（弥栄町 (越谷市)#歴史参照）。
善蔵新田（入間市）
享保年間に開拓に当たった粕谷善蔵の名にちなむ
野田（入間市）
一説に、丹党野田氏が開発したためという
朝霞市
1932年、「東京ゴルフクラブ」が移転する際、名誉総裁朝香宮鳩彦王にちなみ改名。
采女・采女新田（三郷市）
彦糸村の森采女が開発したことによる。
田中新田（三郷市）
当地を開拓した田中新蔵らの名に因む（田中新田 (三郷市)#歴史）
加藤（吉川市）
当地の開発に当たった加藤五郎左衛門より
彦兵衛（白岡市）
旧彦兵衛村。開墾者の名に因む（彦兵衛#地名の由来参照）
伊奈町（北足立郡）
1943年、新設合併により発足した村に伊奈村と命名。江戸時代初期、関東郡代伊奈氏の屋敷（武蔵小室藩参照）があったことより。
備前渠用水
河川名。関東郡代伊奈備前守忠次より。
伝右川
河川名。寛永5年（1628年）に伊奈忠次の家臣・井出伝右衛門が開削したことによる

### 千葉県
藤原（船橋市）
古くは藤原新田。開発者の本姓が藤原氏とされることから。
小金きよしが丘・小金清志町（松戸市）
小金清志町は1961年に、小金きよしケ丘は1962年に成立。当地（小金）で薬局マツモトキヨシを創業した実業家・政治家松本清（地名命名後の1969年より松戸市長を務める）より。
相模台（松戸市）
鎌倉時代に北条相模守長時の屋敷があったためとされる。
七右衛門新田（松戸市）
名に「右衛門」がつく7人の人物が開拓したという。
田中新田（松戸市）
一説に、行徳商人の田中三左衛門にちなむ。
主水新田（松戸市）
開拓者の名前にちなむ
かずさ鎌足（木更津市）
かずさアカデミアパーク造成地。旧君津郡鎌足村の一部。藤原鎌足出生地伝説がある。
野田市
館を置いた武将野田右馬助（のだうまのすけ）より。ただし地名が先との説あり。
宗吾（成田市）
直接には宗吾霊廟東勝寺より。間接的に佐倉惣五郎（佐倉宗吾）に由来。
城（佐倉市）
一説に、千葉氏支族の円城寺氏にちなむ。あるいは当地にある寺院「円城寺」にちなむとも。
将門町（佐倉市）
平将門を祀る将門神社が所在する
家徳（東金市）
江戸時代に塚崎新田を開発した、家徳忠張にちなむ。
広瀬（東金市）
江戸時代に塚崎新田を開発した、広瀬伝三郎にちなむ。
旭市
朝日（旭）将軍こと源義仲（木曽義仲）に由来。義仲の末裔とされる木曾義昌との縁。
習志野・習志野市
明治天皇の言葉「篠原に習え」（篠原 = 陸軍少将篠原国幹）より。
戸張（柏市）
中世に戸張氏（戸張行常の末裔）の城があったことから地名化したという。
旧里見村（市原市）
明治の町村制施行の際、戦国時代の領主里見氏にちなみ命名。里見駅などに名を遺す。
十太夫（流山市）
古くは十太夫新田。開発者の名から。
三河屋新田（我孫子市）

仁右衛門島（鴨川市）
島の持ち主である平野仁右衛門より。
貞元（君津市）
旧君津郡貞元村。清和天皇第三皇子の貞元親王が当地で没したためという伝承がある
富岡（浦安市）
当地の養殖池を富岡という人物が所有し「富岡の池」と呼ばれたことによる
和泉屋（印西市）
古くは和泉屋新田。
佐野屋（印西市）
古くは佐野屋新田。
将監（印西市）
古くは将監新田
甚兵衛（印西市）
古くは甚兵衛新田。
宗甫（印西市）
古くは宗甫新田。
長門屋（印西市）
古くは長門屋新田。
松虫（印西市）
松虫姫伝説にまつわる松虫寺がある。「松虫姫」は不破内親王という。

### 東京都

#### 特別区
神田淡路町（千代田区）
直接には淡路坂、間接には鈴木淡路守より
飯田橋・飯田町（千代田区）
家康江戸入府時の名主飯田喜兵衛より「飯田町」が名付けられる。町名にちなみ「飯田橋」という橋の名が付けられ、のちに駅名・町名になった。飯田橋#町名の由来参照。
神田和泉町（千代田区）
当地に屋敷のあった津藩主藤堂和泉守より
紀尾井町・紀尾井坂（千代田区）
江戸時代、紀州藩・尾張藩および彦根藩井伊家の屋敷があったことから
神田佐久間町（千代田区）
材木商佐久間平八より
神田神保町（千代田区）
江戸時代初期に屋敷を持った旗本神保氏（神保長治）より。
永田町（千代田区）
直接には永田馬場から。間接には永田姓の旗本の屋敷が並んでいたことから
有楽町（千代田区）
有楽原と呼ばれたことから明治時代に付けられた地名。「有楽原」は織田有楽斎の屋敷跡とする説がある。この説は江戸時代から唱えられている古い説（初出は1772年の『再校江戸砂子』）であるが、これを否定する見解も明治時代以来長く唱えられている（有楽町#由来参照）。
三宅坂（千代田区）
田原藩主三宅家の屋敷があったことから
半蔵門（千代田区）
服部半蔵配下の伊賀衆組屋敷があったことから
日本橋富沢町（中央区）
江戸時代初期、当地に住んだ古着屋の元締め鳶沢甚内の「鳶沢」が転訛した。
日本橋久松町（中央区）
江戸時代初期に成立した町名。由来ははっきりしないとされるが、付近に伊予松山藩（久松松平家）の下屋敷があった。当地にある中央区立久松小学校については、1873年（明治6年）の創設時に資金を拠出した松山藩知事久松定謨の姓により「久松学校」と命名したという記録がある。
日本橋村松町（中央区）
旧町名（現在は東日本橋の一部）。町名主の村松源六より。
八重洲（中央区）
江戸時代初期に江戸城の内濠沿い（現在の千代田区丸の内付近）に屋敷を持ったオランダ人貿易商ヤン・ヨーステン (Jan Joosten) より。明治期に外濠に八重洲橋が架けられ、のちに東京駅東口の名称となり、第二次世界大戦後の住所表記実施で中央区に八重洲の地名が生まれた。
霊岸島（中央区）
旧町名（現在は新川の一部）。江戸時代初期に霊巌上人が埋め立て、霊巌寺を開いたことによる。
青山（港区）
江戸時代に屋敷を持った青山氏より。
麻布市兵衛町（港区）
旧町名で、現在は六本木の一部。名主の名より。
南部坂（港区）
坂の名（麻布と赤坂の2か所にある）。盛岡藩（南部氏）の屋敷があったことに由来。
乃木坂（港区）
坂の名。1912年、乃木希典の殉死を記念し改名。
霊南坂（港区）
坂の名。江戸時代初期に嶺南崇六が庵を開いたことから。この庵は後に東禅寺に発展する。
権田原（港区・新宿区）
権田原は交差点名に残るほか、付近の安鎮坂の別名として「権田原坂」「権田坂」がある。「権田原」は人名由来とされるが、屋敷のあった権田氏、碑のある権田原僧都など諸説がある。
市谷甲良町（新宿区）
大工大棟梁だった甲良氏を由来とする。
市谷砂土原町（新宿区）
本多佐渡守正信の別邸があったことから「佐渡原（佐渡殿原）」と呼ばれていたものが転化。
市谷左内町（新宿区）
名主の島田左内に由来する。
柏木（新宿区）
旧地名。現在は北新宿・西新宿の一部。一説に、平安時代にこの地に任ぜられた柏木右衛門佐頼季より。
左門町（新宿区）
諏訪左門の組屋敷があったことに由来する。
信濃町（新宿区）
永井信濃守尚政の屋敷があったことに由来する。
高田馬場（新宿区）・高田（豊島区）・上高田（中野区）
一説に、松平忠輝の生母高田殿（茶阿局）の遊覧地だったことから。
津の守坂通り（つのかみざかどおり、新宿区）
道路名称。荒木町に屋敷があった松平摂津守義行にちなむ。
内藤町（新宿区）
高遠藩内藤氏の屋敷があったことに由来。なお、屋敷跡地の一角につくられた甲州街道の宿場が内藤新宿で、明治時代には豊多摩郡内藤新宿町となり、現在の「新宿」の名の由来となる。
春日（文京区）
徳川家光の乳母春日局が拝領し町屋としたことから。
深川（江東区）
旧深川区。慶長年間に深川八郎右衛門（摂津国出身）が開拓した小名木川以北を深川村と呼んだ。
平野（江東区）
元禄年間の名主平野甚四郎から
白河（江東区）
白河楽翁こと白河藩主松平定信から。定信の墓があることから1932年に付けられた町名。
冬木（江東区）
仙台堀川以南に材木置き場を設けた材木商の冬木屋から。1705年に町家を建て「深川冬木町」と呼んだのが起源。
越中島（江東区）
江戸時代初期に別邸を構えた姫路藩主榊原越中守から
千田（江東区）
古くは千田新田。享保年間に開発した千田庄兵衛から
猿江（江東区）
伝説によれば、当地の入江に「猿藤太」という武士の亡骸が流れ着いたことによる
毛利（江東区）
古くは毛利新田。享保年間に開発した毛利藤左衛門による。
砂町地区（江東区）
現行町名は北砂、南砂、新砂、東砂。古くは砂村新田。開発者砂村新左衛門から。昭和初期までは「八右衛門新田」「治兵衛新田」「久左衛門新田」「又兵衛新田」「太郎兵衛新田」など新田開発にちなむ地名もあった
西郷山（目黒区）
通称。明治期に西郷従道邸があった。その一角に西郷山公園がある。
祐天寺（目黒区）
直接には祐天寺、間接的には祐天上人から
大蔵（世田谷区）
一説に、平安時代に大蔵卿石川豊人が居住したことによるという。
岡本（世田谷区）
一説に、木曽義仲の家臣岡本成勝の出身地であることにちなむとするが、実際には地形に由来する地名と考えられる。
渋谷（渋谷区）
一説には平安-鎌倉時代の武士渋谷氏由来。渋谷氏説にも渋谷重家（河崎重家）など諸説ある（渋谷#地名の由来を参照）。
道玄坂（渋谷区）
和田義盛の残党大和田太郎道玄、あるいは、寺の庵主道玄庵より（道玄坂#道玄坂の由来を参照）。
初台（渋谷区）
一説に、徳川秀忠の乳母初台局領地であったことから。
今川（杉並区）
江戸時代の領主今川氏より。
松庵（杉並区）
江戸時代初期に新田開発にあたった人物の名より。この「松庵」は医師荻野松庵とされるが、円光寺住職とする異説もあり。
長崎・南長崎（豊島区）
旧豊島郡長崎村（近世）→北豊島郡長崎町（近代）。一説に、鎌倉時代末期に長崎高重の知行地であったことから。
道灌山（荒川区）
高台の名。太田道灌に由来するとの説の他、鎌倉時代の豪族・関道閑に由来するとの説もある。
日暮里（荒川区）
旧北豊島郡日暮里町（近代）。『江戸名所図会』によると、太田道灌の新堀玄蕃が居住していたことより。
三河島（荒川区）
旧北豊島郡三河島町（近代）。諸説のうちに、室町時代の武家歌人木戸三河守孝範が居住していたことにちなむとするものがある。
高島平（板橋区）
1969年に団地開発された際、江戸時代にこの地で砲術演習を行った高島秋帆にちなみ改名。
梅田（足立区）
一説に、当地に明王院を開いた志太義広の末裔、梅田久広によるという。
加平（足立区）
古くは嘉兵衛新田。開発者・伊藤嘉兵衛の名にちなむ。
佐野（足立区）
古くは佐野新田。佐野新蔵胤信の名にちなむという。
島根（足立区）
一説に、多気義幹の家臣の島根氏が当地に住んだのにちなむという。
舎人（足立区）
旧南足立郡舎人村の名を継承。一説に、戦国時代に当地に拠った舎人氏にちなむ
宮城（足立区）
一説に、戦国時代に宮城氏（宮城政業・為業・泰業）が本拠を置いたことにちなむという。
宇喜田町（江戸川区）
江戸時代には西宇喜田村・東宇喜田村。16世紀に当地を開拓した宇田川喜兵衛定氏（宇田川氏）より。
将監（江戸川区）
旧地名。現在は南葛西に含まれる。江戸時代初期に当地を与えられた御船手奉行向井将監忠勝から。「将監の鼻」の碑がある。

#### 多摩地区
立川市
館を置いた立川氏（武蔵七党の西党に属す）より。ただし異説あり。
是政（府中市）
江戸時代には多摩郡是政村。江戸初期に当地を開拓した井田是政より。
小川町（小平市）
江戸時代に当地を開発した多摩郡岸村（現在の武蔵村山市）の小川九郎兵衛にちなむ。小川九郎兵衛が開発した村は「小川新田」と呼ばれていたが、享保年間に隣接地の新田開発が行われた際に新規開墾地に「小川新田」と命名され、それまでの小川新田は「小川村」と改称された。なお、「小平」の地名は、1889年（明治22年）の町村制施行に伴い「小平村」が発足したことに始まるが、もっとも古い開拓地であった小川村の「小」を採ったとされる。
喜平町（小平市）
直接的には喜平橋という橋の名から。この橋の名は、野中新田のうち「堀野中」の組頭であった喜平の家の近くにあったことに因む。喜平町じたいは、かつての小川新田の領域である。
鈴木町（小平市）
江戸時代に開かれた鈴木新田の名を引き継ぐ。新田を開発した多摩郡貫井村（現在の小金井市）の豪農・鈴木利左衛門にちなむ。
津田町（小平市）
直接的には津田塾大学から。間接的に津田梅子に由来。
長岡長谷部（瑞穂町）
近世の長谷部新田。享保年間に当地の開発を行った扇町屋村の長谷部吉左衛門にちなむ。近代に下師岡新田と合併し長岡村（合成地名）となる。
富士山栗原新田（瑞穂町）
享保年間に当地の開発を行った富士山村名主の栗原七右衛門にちなむ。

#### 島嶼部
須美寿島（八丈管内）
1851年に再発見したイギリス軍艦ヘーバー艦長スミス (Smith) より。
小笠原諸島・小笠原群島・小笠原村（小笠原管内）
発見者とされた小笠原貞頼より。
ダグラス礁（沖ノ鳥島の別名、小笠原管内小笠原村）
1789年に再発見したイギリス人ウィリアム・ダグラス (Douglas) より。

### 神奈川県
安善町（横浜市鶴見区）
安田財閥の安田善次郎より。安善駅はこの地名にちなむ。
小野町（横浜市鶴見区）
古くは小野新田。開発者の小野高義・鱗之助親子にちなむ。鶴見小野駅はこの地名にちなむ。
出田町（横浜市神奈川区）
1927年命名。当地の埋め立てを行った横浜鉄工所の重役出田孝之にちなむ。
鈴繁町（横浜市神奈川区）
1958年命名。当地の埋め立てをおこなった鈴江繁一より。
千若町（横浜市神奈川区）
1912年命名。当地の埋め立てを行った横浜倉庫の千坂高雅と若尾幾造から一字ずつ。
鶴屋町（横浜市神奈川区）
1927年に字名に命名。埋め立てを行った鶴屋加藤八幡右衛門より。
橋本町（横浜市神奈川区）
1909年命名。当地の埋め立てをおこなった者の姓より。
星野町（横浜市神奈川区）
当地の埋め立てをおこなった星野鏡三郎より
守屋町（横浜市神奈川区）
1918年命名。当地の埋め立てをおこなった守屋此助より。
岡野（横浜市西区）
古くは岡野新田。土地開発を行った豪商岡野家より。
御所山町（横浜市西区）
1928年設置。御所山と言う丘陵の名より。御所山は一説に、鎌倉時代に御所五郎丸が居住していたことによるとされる。
高島（横浜市西区）
当地の埋め立てをおこなった高島嘉右衛門より。
戸部町（横浜市西区）
古くは久良岐郡戸部村。一説に、戸部民部というものが居住していたため村名が生じたというが、地名が先ともいう。
平沼（横浜市西区）
古くは平沼新田。土地開発を行った豪商平沼家より。
掃部山（横浜市西区）
明治17年に彦根藩主歴代の名である井伊掃部頭にちなみ「掃部山」に改称。明治42年に井伊直弼の銅像が建立された。
伊勢佐木町（横浜市中区）
1874年命名。道路改修費用を寄付した伊勢屋中村次郎衛、佐川儀右衛門、佐々木新五郎から（伊勢佐木町#地名の由来参照）。
内田町（横浜市中区）
1872年命名。埋め立てを行った内田清七から。
太田町（横浜市中区）
古くは太田屋新田。埋め立て・開発を行った太田屋左兵衛から。
山田町（横浜市中区）
かつての吉田新田の一部。この地区に最初に居住した人物の姓から
山内町（横浜市中区）
1906年命名。埋め立てに関わった山内侯爵（旧土佐藩主）より
吉田町（横浜市中区）
旧称吉田新田。新田開発者吉田勘兵衛から。
権太坂（横浜市保土ケ谷区）
東海道の坂の名が町名化。坂の開鑿に当たった藤田権左衛門による。はじめ「権左坂」と言っていたものが転訛したという。
和田（横浜市保土ケ谷区）
江戸時代の橘樹郡和田村の名を継承。直接には和田稲荷神社から。間接的に同社祭神の和田義盛から。
朝比奈町（横浜市金沢区）
1936年設置。鎌倉市との境にある朝比奈切通にちなむ。朝比奈切通は朝比奈義秀（名字の地は安房国朝夷郡）が開いたと伝えられる。
泥亀（でいき。横浜市金沢区）
江戸時代には泥亀新田。開発を行った永島祐伯の号「泥亀」から。
青砥町（横浜市緑区）
古くは都築郡青砥村。一説に、青砥藤綱が居住していたためというが不審。
長尾台町（横浜市栄区）
古くは鎌倉郡長尾台村。「長尾台」は長尾氏が居住していたためという。中世にはこの一帯は長尾庄と呼ばれ、長尾氏の苗字は地名に由来する。
大場町（横浜市青葉区）
旧都筑郡大場村。鎌倉時代に大場三郎が居住していたことからという。
浅野町（川崎市川崎区）
直接には埋立地を工場とした浅野セメント（現 太平洋セメント）より、間接には創業者浅野総一郎より。
池上町・池上新町（川崎市川崎区）
古くは池上新田。開発者池上太郎左衛門幸豊による。
大川町（川崎市川崎区）
富士製紙（当時）経営者の大川平三郎にちなむ。大川駅が当地にある。
小島町（川崎市川崎区）
古くは小島新田。開発者小島六郎左衛門による。小島新田駅は地名にちなむ。
鈴木町（川崎市川崎区）
1937年成立。味の素の工場（現 川崎事業所）があることから、創業者鈴木三郎助より。鈴木町駅はこの地名にちなみ改称。
白石町（川崎市川崎区）
日本鋼管創業者の白石元治郎にちなむ。武蔵白石駅が当地にある。
田辺新田（川崎市川崎区）
江戸時代に田辺家が開発したことによる。
渡田（川崎市川崎区）
古くは渡田村。伝説として、新田義貞の家臣・亘理新左衛門早勝の領地であったことから来ているという
平（川崎市宮前区）
戦国時代には見える地名。「葛山平殿」という人物が領主だったことから来たという伝承があるが、人名が地名になったかは疑わしい。
藤沢（藤沢市）
地名初出は『太平記』。一説に、鎌倉時代に藤沢次郎清親が当地に住んだことよる。ただし地形由来の「淵沢」等の転訛とする説が有力。
遠藤（藤沢市）
戦国時代には遠藤郷。伝承によれば、平安時代末期の遠藤盛遠（文覚上人）の領地であったことによる。
葛原（くずはら。藤沢市）
江戸時代には葛原村。一説に、桓武天皇の子で坂東八平氏などの武士の祖となった葛原（かつらはら）親王による。親王が当地に下向したためとも、末裔の長田忠望が祖先の親王を鎮守として祭ったためとも伝える。
津久井郡
戦国時代に「津久井」「津久井領」として使われるようになった地名。伝承によれば、鎌倉時代に三浦氏一族の津久井（築井）氏（名字の地は三浦郡津久井）が所領とし、津久井城を築いたため。
仙石原
一説に仙石秀久に由来するという。ただし、古くは「千穀原」と書いた。

## 中部地方

### 新潟県
太郎代（新潟市北区）
かつての北蒲原郡太郎代浜村。領主斎藤太郎太夫にちなむ。
太右エ門新田（新潟市江南区・中央区）
開発者の名にちなむ。
丸山ノ内善之丞組（新潟市江南区）
かつての丸山新田の一部。善之丞は開拓者の名にちなむ。
関屋（新潟市中央区・西区）
上杉謙信の家臣関屋某が当地に住んだことによる。
藤蔵新田（新潟市西区）
與兵衛野新田（新潟市西区）
三条市
諸説の中に、平安時代の武士で当地（三条城）に住んだ三条左衛門定明に由来するという説がある。ただし三条左衛門は江戸時代に広まった伝説上の人物である（池成明参照）。他に、地形に由来するとする説、条里制に由来するとする説などがある。
村上市
『新潟県史通史編3』によれば、1598年に村上頼勝が当地に入封（村上藩参照）したことにより、「小泉庄」と呼ばれていたこの地が「村上」と呼ばれるようになったという（村上氏は1618年に改易）:291
直江津（上越市）
諸説の中に、豪族直江氏に由来するという説がある。地名としては南北朝から室町時代に成立の『義経記』等に登場しており、直江氏のほうが地名から来ているとも。

### 石川県
油車（金沢市）
藩政初期に油屋与助という油屋が水車を設けたことから
池田町（金沢市）
古くは池田屋小路。蔵宿業の池田屋長右衛門が居住していたことによる。
茨木町（金沢市）
加賀藩士茨木氏の屋敷があったことに由来。
主計町（金沢市）
加賀藩士･富田主計の屋敷があったことに由来。
菊川（金沢市）
一説に、芝居小屋の座元、菊川松之助より
香林坊（金沢市）
江戸初期の薬種商・向田香林坊による。子孫は香林坊家を名乗り金沢町年寄を務めた。
里見町（金沢市）
加賀藩士・里見氏の屋敷があったことに由来
杉浦町（金沢市）
藩政初期、杉浦仁右衛門預かりの足軽組屋敷があったことに由来
出羽町（金沢市）
藩政初期、重臣篠原出羽守一孝の一族・家臣が暮らしていたことに由来
彦三町（金沢市）
重臣不破彦三とその家臣が暮らしていたことに由来
芳斉（金沢市）
前田利常に仕えた青木新兵衛（法号は芳斎）に由来
本多町（金沢市）
加賀藩家老・本多政重の屋敷があったことに由来
横山町（金沢市）
加賀藩家老・横山氏とその家臣が暮らしていたことに由来

### 福井県
敦賀市
古くは「角鹿」と記され「つぬが」または「つのが」と読まれた。『日本書紀』垂仁天皇二年条の注によれば、崇神天皇の時代に意富加羅（おほから）国から渡来した都怒我阿羅斯等（つぬがあらしと）が当地に来着し、額に角があったので当地を「角鹿」（つぬが）と称したという。
東尋坊
この場所で殺された平泉寺の僧・東尋坊に由来。
小浜酒井（小浜市）
近代に区割り改正が行われた際に「酒井区」となる。小浜藩旧藩主の酒井家に由来するとされる

### 長野県
旧五郎兵衛新田村（佐久市）
開発者の市川五郎兵衛にちなむ。同様に五郎兵衛用水などの名が残る。

### 岐阜県
木造町（岐阜市）
織田秀信家臣の木造具康の屋敷が当地にあったことによるとされる。
左兵衛新田（岐阜市）
旧地名。当地の開発に当たった加納藩士・三宅左兵衛にちなむ。
甚衛町（岐阜市）
林甚右衛門という人物の屋敷があったことによるという。
蜂屋町（岐阜市）
蜂屋兵庫という人物の屋敷があったことによるという。
蘇原吉新町（各務原市）
古くは吉兵衛新田といい、開発者の佐々木吉兵衛にちなむ地名。蘇原町の大字になったあと、昭和の大合併で各務原市に編入された際に現町名となる。
那加織田町・那加信長町（各務原市）
織田信長にちなむ。両町の境界付近（那加織田町二丁目）に「織田信長公園」もある。1944年に、各務原陸軍飛行場の北側に広がる原野（各務野。もとは入会地）に形成された新市街地に命名された大字の一つ（ほかに、昭南町・東亜町・雄飛ケ丘など）。命名したのは当時の那加町であるが、経緯は不明という

### 静岡県
幸庵新田（静岡市葵区）
開拓者 竹内幸庵にちなむ。
遠藤新田（静岡市葵区）
遠藤伝左衛門正忠が開墾を行い、栗田新田から改称。
藤兵衛新田（静岡市葵区）
開墾者 石上藤兵衛にちなむ。
安倍町（静岡市葵区）
安倍大蔵少輔元真の屋敷があったことにちなむ。（諸説あり）
梅屋町（静岡市葵区）
旅籠屋を経営していた梅屋太郎右衛門にちなむ。
与一（静岡市葵区）
古くは与一右衛門新田。興津与一右衛門が開墾した。
与左衛門新田（静岡市葵区）
駿府の商人友野与左衛門にちなむ。
土太夫町（静岡市葵区）

上桶屋町（静岡市葵区）
桶職人の桶屋惣右衛門にちなむ。
長尾（静岡市葵区）
鎌倉幕府御家人の長尾新太郎定景が合戦に敗れた後、この地にたどり着き居住したため、この地名になったという。
半左衛門新田（静岡市清水区）
開墾者 伴野半左衛門にちなむ。
池町（浜松市中央区）
池禅尼ゆかりの地という伝承があるが、この地には「比丘尼池」という池があった
佐藤（浜松市中央区）
江戸時代には佐藤一色村。天神町村の大字を経て、浜松市佐藤町。会田文彬『浜松風土記』によれば、この地域の最初の開拓者は磯部嘉右衛門という人物で「磯部」という地名がついたが、磯部家の婿となった佐藤義明という人物が新家を構え、これが栄えたために「佐藤」という地名に代わったという
菅原町（浜松市中央区）
明治15年（1882年）に町が合併した際に命名された地名。天満宮にちなむ
助信町（浜松市中央区）
会田文彬『浜松風土記』は諸説あるとしつつ、天明から寛政にかけての刀匠「新津三郎兼吉」本名「助信」の墓所があるといった説や、足利成氏に仕えた「助信」という人物が落居した説を記す。助信駅が所在。
将監町（浜松市中央区）
古くは蒲村字将監名。会田文彬『浜松風土記』は諸説あるとしつつ、戦国時代に駿遠三の一向一揆を率いて徳川家康を苦しめた酒井将監（酒井忠尚?）という人物が立てこもったという説を紹介する
恒武町（浜松市中央区）
当地の六所神社にまつわる伝承によれば、桓武天皇の皇子の一人が政争を厭い当地に暮らしたことから「桓武」と呼び、のちに天皇を憚って「恒武」と呼ぶようになったという
次郎長町（富士市）
行政上は大淵の一部。当地の開墾を行った清水次郎長にちなむ
宇兵衛新田（磐田市）

惣兵衛下新田（磐田市）
開発者の水野惣兵衛より。
南田伊兵衛新田（磐田市）

三郎兵衛新田（焼津市）
新田開発に伴う地名。開発者の名より。焼津市から藤枝市にかけての栃山川流域には、江戸時代中期に進められた新田開発に関連する地名が多い。
三右衛門新田（焼津市）
開発者の名より。
治長請所（焼津市）
古くは治兵衛長次右衛門請所新田。開発者の治兵衛と長次右衛門より
惣右衛門（焼津市）
古くは惣右衛門新田。
与惣次（焼津市）
新田開発に伴う地名。
利右衛門（焼津市）
新田開発に伴う地名。
国包（掛川市）
鍛冶の名にちなむとされる。
久兵衛市右衛門請新田（藤枝市）
新田開発に伴う地名
源助（藤枝市）
新田開発に伴う地名
五平（藤枝市）
新田開発に伴う地名。
善左衛門（藤枝市）
新田開発に伴う地名
忠兵衛（藤枝市）
古くは忠兵衛新田
兵太夫（藤枝市）
古くは兵太夫新田
弥左衛門（藤枝市）
古くは弥左衛門新田
与左衛門（藤枝市）
古くは与左衛門新田

### 愛知県

#### 名古屋市
井上町（名古屋市千種区）
1966年命名。地主の姓による。
大島町（名古屋市千種区）
当地に屋敷があった棒の手の名手・大島三右衛門の名から。
桜が丘（名古屋市千種区・名東区）
土地所有者岡本桜の名にちなむ。1928年、名にちなんで桜の木が植えられた。
下方町（名古屋市千種区）
戦国時代の上野城主・下方貞清の名にちなむ。
松軒（名古屋市千種区）
尾張藩家老成瀬正景（正軒・松軒）の隠居場があったことにちなむ。近隣にある豊前町（東区）も成瀬正景由来の地名（後掲）。
振甫町（名古屋市千種区）
古くは振甫新田。江戸時代初期の明国人張振甫にちなむ。
清明山（名古屋市千種区）
安倍晴明が当地で暮らしていたことにちなむという。
徳川山町（名古屋市千種区）
尾張藩の徳川山荘にちなむ。間接的には尾張徳川家に由来。
高岳町（名古屋市東区）
旧町名（1976年消滅）。高岳駅に名を残す。直接には高岳院という寺院から、間接的には松平仙千代（徳川家康の八男）の法名から。
主税町（名古屋市東区）
清洲越しの際に、勘定奉行野呂瀬主税助が住んだことに由来。
徳川・徳川町（名古屋市東区）
尾張徳川家の屋敷（現在の徳川園）があったことにちなむ。
豊前町（名古屋市東区）
尾張藩家老成瀬豊前守正景の屋敷があったことにちなむ。
武平町（名古屋市東区）
清州越しの際に、普請奉行松井武兵衛の屋敷があったことに由来。
喜惣治（名古屋市北区）
古くは喜惣治新田。
黒川（名古屋市北区）
河川名から周辺地名化、黒川駅などがある。河川の黒川は明治期に開鑿した黒川治愿技師より。
太閤・太閤通（名古屋市中村区）
「太閤」豊臣秀吉にちなむ。
菅原町・西菅原町（名古屋市中区）
旧町名（1966年消滅）。桜天神社の祭神菅原道真にちなむ。
茶屋町（名古屋市中区）
旧町名（1966年消滅）。茶屋長意（茶屋四郎次郎清延の三男、尾張茶屋家の祖）の居住地であったことから。
檀渓通（名古屋市昭和区・瑞穂区）
白林寺の住職檀渓和尚にちなむ。
隼人町（名古屋市昭和区）
1931年命名。直接には隼人池に、間接的には成瀬隼人正正虎に由来。
妙音通（名古屋市瑞穂区）
藤原師長の法名「妙音院」にちなむ。
師長町（名古屋市瑞穂区）
1932年成立。公卿であった藤原師長が平清盛の反抗（治承三年の政変）により京を追放流罪された地に因む。
尾頭町（名古屋市熱田区）、尾頭橋・尾頭橋通（名古屋市中川区）
一説に、中世に付近に住した豪族の尾頭次郎義次から。
惟信町（名古屋市港区）
近代に命名された地名。土地区画整理に功績のあった服部善之助の諱「惟信」にちなむ。
一州町（名古屋市港区）
東邦電力社長松永安左エ門の雅号「一洲」より
小碓・小碓町（名古屋市港区）
もと熱田新田の一部。熱田神宮にゆかりのある日本武尊の幼名「小碓命」から命名。
小川（名古屋市港区）
古くは小川新田。土地を買い受けた小川伝兵衛の名から。
佐野町（名古屋市港区）
地主の佐野屋中村与右衛門の屋号から。幸町・魁町も佐野屋の「サ」をとったものという。
十一屋・十一屋町（名古屋市港区）
地主の十一屋小出庄兵衛の屋号から。
甚兵衛通（名古屋市港区）
甚兵衛新田を開発した西川甚兵衛から。
津金（名古屋市港区）
熱田前新田の開発者津金文左衛門胤臣を称えて命名。
西川町（名古屋市港区）
もと甚兵衛新田の一部。開発者西川甚兵衛から。
西茶屋・東茶屋（名古屋市港区）
もと茶屋新田。開発者茶屋長意（茶屋四郎次郎清延の三男、尾張茶屋家の祖）から。
源兵衛町（名古屋市南区）
古くは源兵衛新田。開発者山口源兵衛にちなむ。
柴田町・柴田本通（名古屋市南区）
古くは柴田新田。開発者柴田屋新兵衛にちなむ。
忠次（名古屋市南区）
古くは忠次新田。所有者井上忠治（忠次郎）の名にちなむ。
西又兵ヱ町・東又兵ヱ町（名古屋市南区）
古くは又兵衛新田。開発者加藤又兵衛勝貞の名にちなむ。
弥次ヱ町（名古屋市南区）
古くは弥次衛新田。開発者の名にちなむ。

#### その他の愛知県
久右ヱ門町（岡崎市）
開発者の磯貝久右衛門による。
康生町（岡崎市）
徳川家康が生まれた土地であることにちなむ。
豊田市
直接にはトヨタ自動車より、間接にはその創業者豊田（とよだ）佐吉より。
吉良町富好新田（西尾市）
吉良義央夫人の富子の名にちなむという説がある
四郎兵衛町（弥富市）
古くは四郎兵衛新田。
新右エ門新田町（愛西市）
善太新田町（愛西市）
春木勘右エ門新田（東郷町）
天保年間に新田開発を行った人物の名より。
源氏（蟹江町）
源義朝が立ち寄ったことからこの地域を「源氏島」と呼んだといい、付近には史蹟「源氏塚」（学戸七丁目）がある
阿久比町（知多郡）
この地に居住した英比麿（あぐいまろ、菅原道真の孫）より。

## 近畿地方

### 滋賀県
後三条町（彦根市）
鎌倉時代に「後三条院勅旨田」「後三条保」と呼ばれていた。
長浜市
古くは「今浜」だったが、1575年に長浜城が完成したころ、豊臣秀吉（当時 羽柴秀吉）が織田信長から1文字を採って改名した。
虎姫町（長浜市、旧東浅井郡）
虎姫伝承から。
池田町（近江八幡市）
八幡城下の池田町。織田家家臣の池田氏にちなむとも、安土城下の池田町を移したとも言う
為心町（近江八幡市）
豊臣秀次の側近の為心斎にちなむという
佐久間町（近江八幡市）
『八幡町史』によれば、織田家家臣の佐久間氏にちなむ。
新左衛門町（近江八幡市）
八幡城下が建設された際に大工の新左衛門が住んでいたためとも、奉行の林新左衛門の屋敷があったためともいう
孫平治町（近江八幡市）
『八幡町史』によれば、豊臣秀次に仕えて城下町建設に功績のあった中村一氏の通称・孫平治にちなむ。

### 京都府

#### 京都市
玄琢（京都市北区）
江戸時代初期の医師野間玄琢から。
上清蔵口町（京都市北区）・下清蔵口町（京都市上京区）
今日の七口の一つ「清蔵口」がある地域。「清蔵口」は、一説に清蔵という富豪が住んでいたためと言うが、「西倉」が転じたものともいう。
長乗東町・長乗西町（京都市北区）
江戸時代初期の金工・後藤長乗が開発したことによる
鷹峯光悦町（京都市北区）
1615年に鷹峯の土地を与えられ集落（いわゆる光悦村）を作った本阿弥光悦にちなむ。当地には光悦寺がある。
飛鳥井町（京都市上京区）
飛鳥井家の屋敷があったことによる。
一条殿町（京都市上京区）
一条家の屋敷があったことによる。
一松町（京都市上京区）
一条家の屋敷にちなみ「一条殿辻子」と呼ばれた町と、松並検校という人物にちなむ「松並辻子」が、明治初年に合併したもの。
有馬町（京都市上京区）
天正年間に有馬玄蕃頭の屋敷があったことに由来。
一色町（京都市上京区）
室町時代に一色氏の屋敷があったことに由来。
稲葉町（京都市上京区）
聚楽第のあった時代に稲葉一鉄の屋敷があったことに由来。
浮田町（京都市上京区）
聚楽第があった頃に浮田秀家の屋敷があったためという。
甲斐守町（京都市上京区）
聚楽第のあった時代に黒田甲斐守長政の屋敷があったことによるという。
加賀屋町（京都市上京区）
『京都坊目誌』によれば、聚楽第のあった時代に「前田加賀守直茂」の屋敷があったことに由来。
岩栖院町（京都市上京区）
室町時代に当地に住した細川満元の法号に由来。のちに同名の寺院が建立された。
観三橘町（京都市上京区）
明治初年に「観音町」「三条殿町」「橘の辻子」が合併した町。三条殿町は三条家の屋敷に由来。なお、上京区には別に「三条殿町」（現存）もあるが、こちらの由来は不詳とされる。
観世町（京都市上京区）
観世座の屋敷があったことによる。
北伊勢殿構町（京都市上京区）
聚楽第のあった時代に伊勢兵部少輔の屋敷があったことに由来。
玄蕃町（京都市上京区）
慶長のころに「松平玄蕃頭」の屋敷があったことによる。
小島町（京都市上京区）
小島という人物が暮らしていたことによるとされるが、小島については雑色であったとも、小島三郎と言う文武に優れた人物であったとも伝わる。
小寺町（京都市上京区）
聚楽第があった頃に「小寺如水」（黒田如水）の屋敷があったためという。
近衛殿表町・近衛殿北口町（京都市上京区）
近衛家の別宅「桜の御所」があったことによる。
作庵町（京都市上京区）
天正年間に医師の作庵が住んだことによる。
左馬松町（京都市上京区）
聚楽第があった時代に加藤左馬助嘉明の屋敷があったことによる。
信濃町（京都市上京区）
聚楽第のあった時代に鍋島信濃守勝茂の屋敷があったことに由来。
芝之町（京都市上京区）
「芝大納言」こと洞院実熙の屋敷があったことに由来し、古くは「芝の辻子」と称した。
如水町（京都市上京区）
聚楽第のあった時代に黒田如水の屋敷があったことによる。
主計町（京都市上京区）
聚楽第のあった時代に加藤主計清正の屋敷があったことによる。
真盛町（京都市上京区）
室町時代初期の僧侶真盛の名によるとされる。真盛が開基した西方寺が所在するからとも、真盛が庵を結んだ地であるからともいう。
杉若町（京都市上京区）
杉若氏の屋敷があったことに由来する。『雍州府志』によれば、豊臣政権下で紀伊国「新宮城主」であった「杉若若狭守」であるという（田辺城主の杉若無心?）。
晴明町（京都市上京区）
安倍晴明に由来。晴明の旧宅があったとされ、晴明神社がある。
大心院町（京都市上京区）
室町幕府管領細川政元の法号に由来。当地に同名の寺院が建立された
竹屋町（京都市上京区）
町が開かれた際に竹屋家の屋敷があったことに由来し、古くは「竹屋の辻子」と呼ばれた。
弾正町（京都市上京区）
聚楽第のあった時代に上杉弾正大弼景勝の屋敷があったことによる。
藤五郎町（京都市上京区）
聚楽第があった頃に長谷川藤五郎則秀（長谷川秀一?）の屋敷があったためという。
百々町（京都市上京区）
百々という武士の屋敷があったからとされる。
道正町（京都市上京区）
道元の弟子の僧・道正（俗名・山県隆盛）の庵があったことによる。子孫は当地で「道正庵」と号して薬舗を営んだ。
常盤井図子町（京都市上京区）
室町時代に常盤井宮恒直親王が当地に暮らしたためと言う。
内藤町（京都市上京区）
室町時代の応仁・文明の頃に内藤貞正の屋敷があり、応仁の乱で焼失した跡地であることによる。
直家町（京都市上京区）
聚楽第があった頃に宇喜多直家・秀家の屋敷があったためと伝わる（宇喜多直家は聚楽第建設以前に没している）。
長尾町（京都市上京区）
江戸時代初期に町が分立した際に、長尾某が当地に暮らしていたためという。
中村町（京都市上京区）
聚楽第があった頃に中村式部少輔の屋敷があったためという。
長門町（京都市上京区）
聚楽第のあった時代に「木村長門守重高」の屋敷があった、あるいは長門国の毛利氏の屋敷があったともいうがはっきりしない。
畠山町（京都市上京区）
室町幕府管領畠山氏の屋敷があったため。
飛騨殿町（京都市上京区）
聚楽第があった頃に蒲生飛騨守氏郷の屋敷があったためという。
東日野殿町・西日野殿町（京都市上京区）
日野家の屋敷があったことによる。
広橋殿町（京都市上京区）
広橋家の屋敷があったことによる。
福島町（京都市上京区）
聚楽第のあった時代に福島正則の屋敷があったことによる。
元伊佐町（京都市上京区）
足利義輝の家臣・野本式部少輔輝久の妻であった伊佐が、夫の死後に出家して草庵を結んだことにちなむという。上京区内には「伊佐町」（別名「伊佐殿町」「伊佐の辻子」）もあるが、こちらは由来不詳とされる
山名町（京都市上京区）
山名宗全の屋敷があったため。
茶山（京都市左京区）
北白川にある瓜生山の異称。江戸時代初期の豪商茶屋四郎次郎の別荘があったことから。鉄道駅（茶山・京都芸術大学駅）に名を残す。
俊成町（京都市下京区）
藤原俊成の屋敷があったとされ、俊成を祀る「俊成社」があることにちなむ。
文覚町（京都市下京区）
文覚に由来するという。
太秦和泉式部町（京都市右京区）
和泉式部の墓と伝える塚があったことから。
常盤（京都市右京区）
平安時代に源常（ときわ）が山荘を構えたのが由来とされる。
桃山地区の町名（京都市伏見区）
桃山地区（旧堀内村）の地名の一部は、伏見城下の屋敷割に由来している。京都市伏見区の町名参照。
- 桃山羽柴長吉東町、桃山筒井伊賀東町など

中書島（京都市伏見区）
脇坂中務少輔安治より。中務少輔の唐名が「中書」。
丹波橋（京都市伏見区）
桑山丹波守の屋敷があったとされる。
四ノ宮（京都市山科区）
一説に、当地に隠棲し山科宮と称した仁明天皇の四宮（第4皇子）人康親王から。諸羽神社が山科郷の四の宮と呼ばれたことに由来するとも。

#### その他の京都府
宇治市
旧宇治郡。一説に、応神天皇の皇子・菟道稚郎子（うじのわきいらつこ）が当地に「菟道宮」を構えたことに由来する。ただし地名のほうが古いという説もある（宇治郡#歴史、菟道稚郎子#「ウジ」について参照）。
喜撰岳／喜撰山（宇治市）
宇治市東部の山。当地に隠棲した平安時代の歌人・喜撰法師にちなむ。地名に基づく施設として喜撰山ダムがある。ほか宇治市には「喜撰橋」など喜撰にちなむ施設がある。
間人（たいざ、京丹後市）
伝承によれば穴穂部間人皇女が自分の名を贈ったという。間人皇女の「間人」は「はしひと」あるいは「はしうど」。
与謝野町
2006年に与謝郡の3町が合併した際に名付けられた自治体名であるが、当地ゆかりの与謝野鉄幹・晶子（および与謝蕪村）が意識されている。鉄幹の与謝野姓は、与謝郡出身の父が出身地の地名から明治に入り称したもの。

### 大阪府

#### 大阪市
桜島（大阪市此花区）
桜堤と、埋め立てを行った島徳蔵の姓から。
四貫島（大阪市此花区）
一説に、中国人「四官」の名から。
島屋（大阪市此花区）
新田開発を行った島屋市兵衛から
常吉（大阪市此花区）
新田開発を行った常吉庄左衛門から
梅香（大阪市此花区）
地主家族の女性の法名から
阿波座（大阪市西区）
一説に、阿波屋太郎助から。
立売堀（いたちぼり。大阪市西区）
一説に、大坂の陣の際の伊達家の陣があったことから来る「伊達堀」の転化。
九条（大阪市西区）
一説に、九条家に由来するという。
石田（大阪市港区）
古くは石田新田。開発者の石田三右衛門より。港区域では多くの新田が開発された（港区 (大阪市)#歴史参照）。
市岡（大阪市港区）
古くは市岡新田。開発者の市岡与左衛門より。
田中（大阪市港区）
古くは田中新田。開発者の田中又兵衛より。
福崎（大阪市港区）
古くは福崎新田。開発者の福崎孫四郎より。
八幡屋（大阪市港区）
古くは八幡屋新田。開発者の八幡屋忠兵衛より。
北村（大阪市大正区）
開発者の北村六右衛門より
平尾（大阪市大正区）
古くは平尾新田。開発者の平尾与左衛門より。
南恩加島・北恩加島（大阪市大正区）
古くは恩加島新田。開発者の岡島氏より。
真田山（大阪市天王寺区）
大坂冬の陣の際に真田信繁が陣を置いたことから。「真田丸」の場所については諸説ある（真田丸参照）。
中島 （大阪市西淀川区）
古くは中島新田。元禄時代に開発を行った京都の豪商丁子屋中島市兵衛にちなむ。
菅原 （大阪市東淀川区）
菅原天満宮の鎮座地。
生野区 （大阪市）
旧生野村の名を継承。旧村名は一説に、生野長者の伝説にちなむ。
太子橋（大阪市旭区）
1971年成立。聖徳太子に由来する。旧地名の一つ「豊里町」は聖徳太子（豊聡耳皇子）にちなむという。淀川対岸の東淀川区にも「豊里」がある。
新喜多（大阪市城東区）
古くは新喜多新田。新田開発に当たった鴻池新十郎・鴻池喜七・今木屋多兵衛の名前の頭文字から。新喜多の地名は東大阪市にもある。
鯰江（大阪市城東区）
旧東成郡鯰江町。直接は鯰江川から。鯰江川は一説に、秀吉の頃に開鑿を行った鯰江氏の名から。『寛政重修諸家譜』によれば鯰江（森）備前守定春が木津川下流一帯を与えられ、備前島・鯰江堤の地名となったという。
阿倍野区（大阪市）
一説に、地元で活躍していたかつての豪族・阿倍氏より。
北畠（大阪市阿倍野区）
当地の塚の被葬者と推測された北畠顕家にちなむ。
晴明通（大阪市阿倍野区）
直接には安倍晴明神社に、間接的に安倍晴明に由来。
橋本町（大阪市阿倍野区）
明治初年に土地を開発した橋本尚四郎・久五郎兄弟にちなむ。
美章園（大阪市阿倍野区）
町名は1951年新設。大正時代に土地開発を行った会社名・駅名（美章園駅）から来ており、間接的に山岡美章より。
針中野（大阪市東住吉区）
中野（村）自体は古い地名だが、当地の中野家が鍼灸師として著名で鉄道駅名（針中野駅）となり、町名になった
田川（大阪市淀川区）
開発に当たった田川権太夫にちなむ。
安立（大阪市住之江区）
江戸時代に医師半井安立軒元成が住んでいたことから。
加賀屋地区（大阪市住之江区）
古くは加賀屋新田。現行町名は北加賀屋・中加賀屋・西加賀屋・東加賀屋・南加賀屋。開発者の加賀屋甚兵衛にちなむ。
淀屋橋（大阪市北区・中央区）
橋の名が地域名化。橋の名は豪商の淀屋より。
越中町（大阪市中央区）
旧町名（1979年消滅）。豊臣時代に細川越中守忠興の屋敷があったことに由来する。「越中公園」や、細川ガラシャ終焉の地とされる越中井の史蹟が残る。
久左衛門町（大阪市中央区）
旧町名（1989年消滅）。明暦年間の町年寄・播磨屋久左衛門に由来するとされる。商店街名（久左衛門商店街）・街路名（久左衛門町通り）などに残る。
久太郎町（大阪市中央区）
豊臣時代に堀久太郎秀政の屋敷があった。町名はこれにちなむとされる。
九郎右衛門町（大阪市中央区）
旧町名（1982年消滅）。寛永年間に当地で若衆芝居を始めた塩屋九郎右衛門の名に由来する。
塩町通（大阪市中央区）
旧町名（1982年消滅）。塩屋という屋号の商人に由来するとされる
順慶町通（大阪市中央区）
旧町名（1982年消滅）。豊臣時代に筒井順慶の屋敷があったことに由来するという
心斎橋（大阪市中央区）
橋の名を由来とする広域地名（通称）で、行政地名としては心斎橋筋・西心斎橋・東心斎橋。元和年間に長堀川を開削して当地に暮らした岡田心斎（美濃屋新三）にちなむ地名で、岡田心斎が屋敷の前に私費で架けた橋が「心斎橋」と呼ばれたという。
末吉橋通（大阪市中央区）
旧町名（1982年消滅）。橋の名を由来とする町名。橋の名は、架橋者である平野郷の商人・末吉孫左衛門にちなむ。
周防町（大阪市中央区）
旧町名（1989年消滅）。神官の名にちなむという。
宗右衛門町（大阪市中央区）
町年寄を務めた山ノ口屋宗右衛門より。
玉造（大阪市中央区）、玉造元町・玉造本町（大阪市天王寺区）
古代に玉作氏または玉造部が暮らしたことにちなむという
玉屋町（大阪市中央区）
旧町名（1989年消滅）。玉屋次左衛門が居住したことに由来する。
道頓堀（大阪市中央区）
堀の名が町名化。堀の名は開鑿者安井道頓より。
道修町（大阪市中央区）
一説に、江戸時代初期の医師北山道修より。
仁右衛門町（大阪市中央区）
旧町名（1979年消滅）。一説に、藤堂仁右衛門の屋敷があったことにちなむ。
半入町（大阪市中央区）
旧町名（1979年消滅）。前波勝秀（半入）の屋敷があった。豊臣秀頼の側室「お愛」の父であった青木半入の屋敷があったことにちなむ、ともされる。
船越町（大阪市中央区）
船越駿河守の蔵屋敷があったことにちなむという。
法円坂（大阪市中央区）
一説に、当地に居住した法円という僧侶の名にちなむ。
元伊勢町（大阪市中央区）
旧町名（1979年消滅）。伊勢屋という屋号の商人にちなむ。
龍造寺町（大阪市中央区）
豊臣時代に竜造寺氏（龍造寺政家）の屋敷があったことにちなむ。別説として、「茶人の龍造寺六郎次郎」（政家の叔父・龍造寺長信は茶人としても知られた）の屋敷があったためとも
松屋町（大阪市中央区）
松屋某の屋敷があったことによる。
渡辺町（大阪市中央区）
旧町名。当地にある坐摩神社は、古くは渡辺津（淀川河口付近）にあり、この地域からは渡辺氏（渡辺党）が発祥した。豊臣時代に坐摩神社が当地に遷座した際、渡辺氏が神官として移住したことにちなんで「渡辺町」と名付けられたという。1989年に住居表示実施によって町名としては消滅したが、渡辺の名を残すべく街区符号に採用する措置が取られ、坐摩神社所在地は「久太郎町四丁目渡辺」となった。

#### 堺市
神南辺町（堺市堺区）
江戸時代に仏門に帰依し多くの石碑や地蔵などを建立した神南辺道心にちなむ。
車之町（堺市堺区）
戦国時代から見える地名。能楽者の車屋道晰あるいは車屋道悦に由来するという。
安井（堺市堺区）
この地域の開発者、安井正之にちなむ
久世（堺市中区）
旧地名。古くは久世村。江戸時代の領主である関宿藩主久世大和守による。
福田（堺市中区）
新田開発を行った福島屋次郎兵衛から「福」の字を取る
八田（はんだ。堺市中区）
古代氏族の蜂田連が居住していたことによるという
日置荘（堺市東区）
古代に日置部が居住していたことによるという
家原寺（堺市西区）
寺院名にちなむ地名であるが、寺院名の由来の一説として、家原姓を名乗る者が多かったからとするものがある。
鳳（堺市西区）
古代氏族の大鳥連が居住していたことによるという
金岡町（堺市北区）
旧南河内郡金岡村。直接には金岡神社、間接にはその祭神である大和絵師巨勢金岡より。ただし異説もある。

#### その他の大阪府
岸和田市
当初は「岸」と呼ばれたが、楠木正成の一族の和田氏がこの地に城を築き、根拠地としたことから「岸の和田氏」と呼ばれ、のちに「岸和田」になった。
綾羽町（池田市）
伝承によると、中国の呉から渡来した穴織（あやはとり）姫より。
菅原町（泉大津市）
1944年成立。明治期の神社合祀まで当地に「菅原天神」があったことによる。間接的に菅原道真に由来。
曽根町（泉大津市）
11世紀に「曽根」が地名として使用される。古代氏族曽根氏（曽根連）が居住したことが由来とされ、式内社に曽禰神社がある。
二田町（泉大津市）
江戸時代には二田村。古代氏族物部氏一族の二田氏（二田造）が居住したことが由来とされる。
幸町（高槻市）
松下幸之助から一字を取ったという。
松下町（守口市）
旧松下電池工業本社所在地。間接的に松下幸之助から。
王仁公園（枚方市）
公園及びその所在地の町丁名。当地に墓（伝王仁墓）があるとされる王仁にちなむ。
松下町（茨木市）
旧松下電器産業テレビ事業部門所在地。間接的に松下幸之助から。
天王寺屋（八尾市）
古くは天王寺屋新田。新田開発を行った天王寺屋吉兵衛にちなむ。
河内山本（八尾市）
古くは山本新田。新田開発を行った山中善兵衛・庄兵衛親子と、本山弥右衛門重英にちなむ
俵屋（泉佐野市）
古くは俵屋新田。17世紀に当地を開発した俵屋次郎左衛門から。
河北地区（寝屋川市）
古くは河内屋北新田。河内屋源七の名にちなむ。
菅相塚・菅相塚町（寝屋川市）
菅相塚（かんしょうづか）は丘の名で、菅原道真にちなむとされる。町名としては菅相塚町（かんそうづかちょう）と読む。
平野屋（大東市）
古くは平野屋新田。所有者であった平野屋又右衛門から。
唐国町（和泉市）
古代氏族の韓国連が拠点としたことにちなむという。
葛の葉町（和泉市）
葛の葉伝説から。当地に信太森葛葉稲荷神社が鎮座する。
和気町（和泉市）
古代氏族和気氏が拠点としたことにちなむという
藤井寺市
市名は葛井寺に由来。葛井寺は古代に葛井連の氏寺として造営された。伝承として、平安時代に藤井安基という人物が葛井寺の復興に貢献し、藤井寺と記すようになったという。
鴻池新田（東大阪市）
新田開発に当たった豪商の鴻池善右衛門より。
新喜多（東大阪市）

菱屋東・菱屋西（東大阪市）
古くは菱屋新田。新田開発に当たった菱屋岩之助より。
俊徳町（東大阪市）
鉄道駅（俊徳道駅）が大阪と斑鳩を結ぶ俊徳街道に由来。街道名は河内国高安の俊徳丸という伝承的人物に由来する。
楠公（四條畷市）
小楠公こと楠木正行より。当地近傍に墓所がある。
忠岡町（泉北郡）
忠岡の地名初出は中世末期。伝承として、源平合戦において当地付近で戦死した平忠行（平忠度の子）を葬った丘が「忠行の岡」と呼ばれ転訛したという。
太子町（南河内郡）
1956年の発足時に、聖徳太子にちなみ命名。聖徳太子の墓とされる叡福寺北古墳があり、叡福寺は太子信仰の寺として古くより知られた。

### 兵庫県
赤松町（神戸市灘区）
1932年命名。赤松氏の城跡があったと考えられたことから。
楠谷町（神戸市兵庫区）
当地にある「楠谷」が楠木正成終焉の地であることによるという。
吉田町（神戸市兵庫区）
古くは吉田新田。開発に当たった西宮の商人・吉田伊三郎から。
菅公橋（神戸市垂水区）
1933年に架けられた橋。当地を通過したという菅原道真にちなむ命名。
ジェームス山 （神戸市垂水区）
宅地開発を行った貿易商アーネスト・ウイリアムス・ジェームスより。
松風町・村雨町・行平町（神戸市須磨区）
謡曲『松風』などで伝承される松風・村雨姉妹および在原行平による。
伊藤町（神戸市中央区）
当初は道路名で、1899年に正式な町名となる。初代兵庫県知事伊藤博文より。
大倉山（神戸市中央区）
当地に別荘を構えていた大倉喜八郎より。
加納町（神戸市中央区）
当地を流れる生田川の改修にあたった加納宗七より
楠町（神戸市中央区）
1895年成立。楠木正成より。
多聞通（神戸市中央区）
現行地名「多聞通」は1872年成立。江戸時代には坂本村字多聞兵衛。楠木正成の幼名「多聞丸」と関連付けられ、一説に正成の墳墓の所在地（現在の湊川神社）が「多聞兵衛」と名付けられたという。
東川崎町（神戸市中央区）
一説に、当地で川崎造船所を経営した川崎正蔵より（2019年現在も当地に川崎重工業本社がある）。ただし、湊川の河口であることから「川崎」という地名が古いとされる。
神出町五百蔵・神出町勝成（神戸市西区）
新田開発にともなう地名。正徳3年（1713年）に五百蔵孫六勝成が開発を認められた地にできた集落が五百蔵（いおろい）と勝成（よしなり）。
大津区勘兵衛町（姫路市）
古くは勘兵衛新田。
五郎右衛門邸（姫路市）
鋳物師の棟梁・芥田五郎右衛門の屋敷があったことによる。
三左衛門堀西の町（姫路市）
三左衛門堀（外堀川）は姫路城主池田三左衛門輝政にちなむ。
飾磨区妻鹿日田町（姫路市）
出光興産兵庫製油所が所在したことから、出光への出資者日田重太郎より。
栗山（尼崎市）
在地武士の栗山氏に由来するとされる
左門殿川（兵庫県尼崎市、大阪市西淀川区）
神崎川の分流。水路を改修した尼崎藩主戸田左門氏鉄にちなむ。橋梁名・交差点名として「左門橋」もある。
崇徳院（尼崎市）
江戸時代には浜田村の小字名。保元の乱に敗れ讃岐に流される崇徳院が休息したという伝承がある。崇徳院を祀る「粟田宮」が京都に建立された際に当地を含む浜田荘が粟田宮に寄進されたこと、および当地近傍の神社の相殿神として崇徳院が祀られていることが確認される
常松・常吉（尼崎市）
中世に武庫荘を開発した名田で、開発領主の名に由来する
道意町（尼崎市）
古くは道意新田。17世紀の新田開発に関わった西成郡海老江村（現在の大阪市西淀川区）の鍼医・中野道意による。
時友・友行（尼崎市）
中世に野間荘を開発した名田で、開発領主の名に由来する。現在は武庫之荘などの一部となり、行政地名としては現存しないが、「時友神社」などがある。
平左衛門町（尼崎市）
古くは平左衛門新田。
上田中町・西町・東町（西宮市）
古くは上田新田村。江戸時代に当地を開発した大坂商人・上田三郎左衛門より
学文殿町（西宮市）
古くは覚文田という字名。田を所有していた覚文という僧侶から
甲陽園山王町（西宮市）
当地に邸宅を構えた実業家・山下祐三の愛称より。
甲陽園本庄町（西宮市）
1953年成立。大正期に甲陽園（甲陽公園）をリゾート地・住宅地として開発した本庄京三郎（甲陽土地株式会社社長）より。
甲陽園若江町（西宮市）
甲陽園の住宅造成・分譲を行い、自らも当地に邸宅を構えた若江音次郎（甲陽土地株式会社専務）より
香櫨園（西宮市）
地域名。1907年に遊園地（香櫨園遊園地）を開発した大阪の商人、香野蔵治・櫨山喜一（あるいは慶次郎）より一字ずつ。
田中町（西宮市）
室町時代に当地を開発した田中仁左衛門より
樋ノ口町（西宮市）
1952年成立。古くは樋口屋新田といい、開発に当たった樋口屋九兵衛にちなむ。その後、樋口屋から新田の権利が他家に渡り樋口（ひのくち）新田と改称。
公光町（芦屋市）
能『雲林院』に登場する芦屋公光より。公光は架空の人物とされるが、江戸時代の『摂津名所図会』には公光を祀る「公光社」が記される
業平町・業平橋（芦屋市）
在原業平より。『伊勢物語』などを通して、芦屋には業平の別荘があったと考えられるようになり、江戸時代の『摂津名所図会』には「業平屋敷」が記載される。なお近傍に「伊勢町」という地名があり、『伊勢物語』由来とされることがあるが、古くは伊勢講田といい伊勢講に由来する地名。
行基町（伊丹市）
1959年に成立。昆陽池の造営に当たった行基にちなむ。これ以前より小字として「行基田」（ぎょうぎでん）があったが、行基との関係とははっきりしない。
上荘町国包（加古川市）
「国包」は名主名とする説が有力。
志染町安福田（三木市）
安福氏が開発したことから
別所町興治（三木市）
井上治郎兵衛興治によって開発されたことから。
別所町近藤（三木市）
古くは近藤新田。開発を行った近藤文蔵にちなむ。
加古（加古郡稲美町）
江戸時代から1947年まで加古新村。江戸期に開発を行った加古沢兵衛にちなむという。
太子町（揖保郡）
1951年成立。聖徳太子にちなむ。かつてこの地域が法隆寺の荘園であった縁。

### 奈良県
神功（奈良市）
神功皇后にちなみ、平城・相楽ニュータウンの一角に付された町名。付近に神功皇后陵とされる五社神古墳（所在地は奈良市山稜町）がある。
東包永町・西包永町（奈良市）
鎌倉時代の刀工で手掻派の祖とされる包永にちなむ。
大塔町（五條市）
旧吉野郡大塔村。1889年に村が編成された際、当地に潜んだとされる大塔宮護良親王にちなんで命名された。
五位堂（香芝市）
江戸時代には五位戸村、五井戸村の表記がある。由来には諸説あるというが、一説に大伴金村の末裔で「五位殿」と称された人物にちなむという。「五位堂」と称される寳樹寺に伝えられる話では、無実の罪で官位を奪われた大伴氏の人物が名誉を回復して五位の官位についた際、自宅を仏殿にしたという。
蒲田（香芝市）
伝承によれば、平安時代末期に当地に住した鎌田氏が由来という。鹿島神社の伝承によれば、鎌田政清の子である政光（鎌田光政か）が当地に住み、鹿島大明神を勧請したのが神社の発祥という。

### 和歌山県
有田屋町（和歌山市）
豪商・有田屋新九郎の拝領地という。
久右衛門丁（和歌山市）
北休賀町・南休賀町（和歌山市）
平塚為広の弟が「休賀」と号して暮らしたことに由来するという。
北甚五兵衛丁・南甚五兵衛丁（和歌山市）
紀州藩の御弓頭・芦川甚五兵衛の名にちなむ
水軒（和歌山市）
当地に防潮堤を築いた紀州藩士・朝比奈段右衛門の隠居号「水軒」に由来する。「水軒駅」・「水軒堤防」に名を残す。
卜半町（和歌山市）
卜半家（卜半斎了珍参照）が当地に拝領屋敷を持っていたためという。

## 中国・四国地方

### 鳥取県
安倍（米子市）
鳥取藩米子城代荒尾氏の家臣・村瀬氏が開発した土地で「村瀬新田」とも呼ばれた。天保年間に村瀬氏の本姓・安倍にちなんで安倍村に改めたという。
上後藤（米子市）
江戸時代に開発を行った米子・内町の後藤氏にちなむ。後藤氏にちなむ地名等にはほかに、上後藤の西にあった後藤村（現在の彦名町の字）や、近代に入って後藤快五郎による鉄道建設の功績を記念した後藤駅（米原）がある。
道笑町（米子市）
江戸時代からの地名。御典医の英道笑が住んでいたことによる。
高姫（西伯郡南部町）
鎮守である高野女神社と祭神倭姫命にちなむという。
武信（西伯郡南部町）
開発者の名にちなむという。
常清（西伯郡南部町）
開発者の名にちなむという
与一谷（西伯郡南部町）
与市谷とも書かれた。開発者の名にちなむという。

### 島根県
塩見縄手（松江市）
松江市の伝統美観保存地区。当地に屋敷があった松江藩士塩見小兵衛にちなむ。
平田町（出雲市）
旧平田市平田町。毛利氏の代官平田屋佐渡守より。

### 岡山県
妹尾（岡山市南区）
一説に、当地を開発した妹尾兼康にちなむ（妹尾#地名の由来参照）。
真備町（倉敷市）
旧吉備郡真備町。出身の吉備真備より。なお、町名の読み方は「まび」。
玉琳（津山市）
津山市川崎の字。慶長年間に没した修験者の玉琳院智観にちなむ
片岡（高梁市）
巨瀬町の字。一説に、当地の領主であった片岡氏による。
成羽町布寄（高梁市）
一説に、天正年間に当地の領主であった布寄左衛門尉による。
成羽町佐々木（高梁市）
一説に、承久の乱後に当地を所領とした佐々木信綱にちなむ。
備中町平川（高梁市）
建武年間に当地の領家職となった平川高親による。
頼久寺町（高梁市）
直接には頼久寺より。間接的には室町時代の備中松山城主上野頼久より。
和気町（和気郡）
出身の和気清麻呂より。「和気」そのものは古代に遡る。

### 広島県
広島県・広島市
『瑞川寺縁起』などによれば、広島城築城の際に毛利氏の祖大江広元と普請奉行福島元長から1文字ずつ採られたとされる。もっとも、城の築かれた中洲が太田川三角洲で最も広い島であったことから「広島」とされたとみるのが一般的という。
元安橋・元安川
元安橋はもともと「元康橋」と記され、末次元康にちなむ。川の名は橋にちなむ。
千田町（広島市中区）
初代広島県知事千田貞暁より。

### 徳島県
伊月町（徳島市）
徳島藩の医師・山田斎が居住したことに因むという。
応神地区（徳島市）
旧板野郡応神村。当地の神社の主祭神である応神天皇に因む。

### 香川県
井口町（高松市）
一説に、高松藩の御用素麺師の井ノ口屋七左衛門が居住していたことから。
鶴屋町
一説に、鶴屋という豪商が居住していたことから。

### 愛媛県
重信川・重信町（東温市）
旧温泉郡重信町。河川改修をした足立重信より。

## 九州・沖縄地方

### 福岡県
浅野（北九州市小倉北区）
埋め立てを行った浅野総一郎より。
奈良屋町（福岡市博多区）
奈良屋九郎兵衛より。
冷泉町（福岡市博多区）
博多の古称のひとつ「冷泉津」が由来とされる。異説として当地にある冷泉山龍宮寺は、貞応元年（1222年）に博多津に人魚が出現した際に勅使として派遣された「冷泉中納言」に由来するという伝説を持つ。
渡辺通・渡辺通り（福岡市中央区）
現行行政地名・街路名。博多電気軌道設立者で、電車道を整備した渡辺與八郎より。

### 佐賀県
福富（杵島郡白石町）
旧福富町福富。開拓者福富万平より。

### 熊本県
辛島町（熊本市中央区）
第三代市長辛島格より。市電整備に際して軍駐屯地の移転に尽力したことから。
慶徳堀町（熊本市中央区）
大永年間に順正寺を開いた僧「慶徳」の名にちなむ
武蔵ヶ丘（熊本市北区・菊陽町）
直接には史跡「武蔵塚」に、間接には宮本武蔵に由来する。

### 大分県
上如水（中津市）
旧下毛郡如水村。黒田如水にちなむ「如水原」にちなむ。

### 宮崎県
嵐田（国富町）
一説に、鎌倉時代に嵐田太郎という人物が治めたことによるという。
木脇（国富町）
鎌倉時代、遠江国木脇（久野脇）を所領とし「木脇又八郎」を称していた伊東祐頼が当地に入ったためという説がある。

### 鹿児島県
与次郎（鹿児島市）
古くは与次郎ヶ浜。平田与次郎が塩田を開いたことによる。

### 沖縄県
岡野（那覇市）
旧地名（自治会名として「岡野区」が残る）。「岡」は当地出身の松岡政保にちなむ。松岡が沖縄民政府工務部長当時、大宜味出身の大工たちを住まわせた。
ペリー区 あるいは ペリー町（那覇市）
米軍政下に置かれた地名。マシュー・ペリーにちなむ。1957年にもとの地名「山下町」に戻された。
天妃町（那覇市）
旧地名。現在は久米の一部。天妃（媽祖）を祭る天妃宮があったことによる。

## 日本人名に由来する日本国外の地名
- 間宮海峡（ロシア） - 発見者間宮林蔵より。
- 白瀬海岸・白瀬氷河（南極） - 南極探検家白瀬矗より。
- 大隈湾（南極） - 政治家・教育者で、白瀬の支援者であった大隈重信より。白瀬による命名。
- 中谷諸島（南極） - 物理学者中谷宇吉郎より。
- 高木岬（南極） - 海軍軍医・衛生学者高木兼寛より。
- 久野岬（南極） - 生理学者久野寧より。
- 福島岳（南極） - 地球物理学者で、南極で遭難死した福島紳より。
- 永田山（南極） - 地球物理学者永田武より。
- 桓武海山・雄略海山・欽明海山・光孝海山・応神海山・神功海山・仁徳海山・用明海山・推古海山・明治海山（いずれも天皇海山群の海山、太平洋） - 歴代天皇より。